# Herb Aarhus

Herb Aarhus (wersja nawiązująca do dawnej pieczęci)

Herb miasta Aarhus stanowią w polu błękitnym ponad srebrnymi falami dwie wieże czerwone połączone łukiem pod którym ukazane zostały postaci w szatach błękitnych: św. Klemensa z kotwicą złotą i świętego Pawła z mieczem złotym. Ponad nimi księżyc złoty i takaż gwiazda.
Łuk symbolizuje lokalną katedrę, której Św. Klemens jest patronem. Kotwica jest aluzją do śmierci męczeńskiej świętego (został utopiony z kotwicą u szyi).
Herb Aarhus znany jest z pieczęci miejskiej z 1250 r., a w dzisiejszej formie został oficjalnie zatwierdzony do użytku w 1938 r. Autorem rysunku był Fr. Britze. W 2004r. wprowadzono uproszczoną wersję herbu.